# Douglas Bader
Sir Douglas Robert Steuart Bader, britanski vojaški pilot, letalski as, častnik, * 10. februar 1910, † 5. september 1982.

## Življenje
Bader se je leta 1928 priključil RAFu. Njegova vojaška kariera pa se je končala (preden se je začela), ko je med izvajanjem akrobacij 14. decembra 1931 strmoglavil. Zdravnikom je uspelo rešiti njegovo življenje, a poškodbe nog so bile prehude in so jih morali amputirati.
Zapustil je RAF, a je kmalu spet začel leteti s pomočjo umetnih nog.
Po izbruhu druge svetovne vojne je izkoristil poznanstva v RAFu, da je bil reaktiviran v status vojaškega pilota. Do 9. avgusta 1941 je dosegel 23 letalskih zmag, ko je bil sestreljen in ujet. 
Poslan je bil v posebno ujetniško taborišče Colditz, kjer je ostal do konca vojne.
Leta 1976 so ga povzdignili v viteza.